# David Petersen (Politiker)
David A. Petersen (* 20. September 1950 in Mesa, Arizona) ist ein US-amerikanischer Politiker (Republikanische Partei).

## Privatleben
David A. Petersen, Sohn von Ilene und Marvin Petersen, wurde 1950 im Maricopa County geboren und wuchs dort auf. Seine Kindheit war vom Koreakrieg überschattet und die Folgejahre vom Vietnamkrieg. Petersen graduierte im Jahr 1968 an der Westwood High School in Mesa. In der Folgezeit besuchte er die University of Phoenix, die Brigham Young University und die Arizona State University, wo sein Schwerpunkt auf Finanzwirtschaft (business and finance) lag. Petersen spielt Basketball und Gitarre. Außerdem betätigt er sich auch als Sänger. In diesem Zusammenhang war er Mitglied der „Singing Senators“ im Senat von Arizona.
Mit seiner Ehefrau Patti hat er acht Kinder, zwei Söhne und sechs Töchter.

## Politische Laufbahn

### Senat von Arizona
Petersen entschied sich eine politische Laufbahn einzuschlagen. 1994 kandidierte er erfolgreich im 29. Senatsbezirk von Arizona für eine zweijährige Amtszeit im Senat von Arizona. Petersen wurde dreimal in Folge wiedergewählt. Im Senat bekleidete er zeitweise den Posten als Majority-Whip. Als Vorsitzender im Family Services Committee wirkte er erfolgreich an dem Bürokratieabbau bei Adoptionen mit. Es konnte eine Reduzierung von 21 Monaten auf 9 Monate bei Adoptionsentscheidungen erreicht werden. Petersen war maßgeblich an der Einführung und Verabschiedung von Charaktererziehungsgesetzen betreffend unterstützender Finanzierung verantwortlich. Er wirkte auch an der Verabschiedung eines Covenant-Marriage-Gesetzes mit. Durch dieses Gesetz wurden Standards für Eheverträge in Arizona gesetzt. Arizona war erst der zweite US-Bundesstaat, welches diese Gesetzgebung einführte. Außerdem war er für die Gesetzgebung verantwortlich, womit Schüler in den Klassen 4, 5 und 6 in Arizona dazu angehalten waren mindestens einen Teil der Unabhängigkeitserklärung der Vereinigten Staaten jeden Tag zu rezitieren.

### State Treasurer von Arizona
Im Jahr 2002 kandidierte Petersen für den Posten als State Treasurer von Arizona. Bei den republikanischen Vorwahlen in Arizona trat er gegen den Chief Deputy State Treasurer von Arizona Richard Petrenka an, welcher 14 Jahre lang diesen Posten bekleidete. Beide Kandidaten vertraten entgegengesetzte Positionen. Petersen wollte die Aufgaben des State Treasurers von Arizona erweitern. Der State Treasurer sollte als Überwachungsbeauftragter der Steuerzahler fungieren und ein Mitspracherecht bei der Festlegung der Staatspolitik haben. In diesem Zusammenhang sagte er folgendes:

„The Treasurer’s Office is elected for a reason. The framers of the state constitution wanted checks and balances. The state treasurer is not hired by the governor or the Legislature, but by the people. The Treasurer’s Office can’t follow every state program, but it should provide oversight of big-ticket programs and speak out about them and provide specifics to the press.“

„Der State Treasurer wird aus einem bestimmten Grund gewählt. Die Verfasser der Staatsverfassung wollten eine Gewaltenteilung. Der State Treasurer wird nicht durch den Gouverneur von Arizona oder die Arizona Legislature angestellt, sondern durch das Volk. In diesem Zusammenhang kann der State Treasurer nicht jedem Staatsprogramm folgen. Daher sollte dieser die Aufsicht bei teuren Anschaffungsprogrammen haben, über diese sprechen und Einzelheiten an die Presse weitergeben.“

Betreffend Petrenka sagte Petersen folgendes:

„My primary opponent is a career bureaucrat, but he doesn’t have leadership or policy experience.“

„Mein Gegner bei den Vorwahlen ist ein Karrierebürokrat, der keine Führungs- oder Politikerfahrung besitzt.“

Zu der Erweiterung der Aufgaben des State Treasurers von Arizona hatte Petrenka eine entgegengesetzte Auffassung. Er sagte folgendes:

„[it is] impractical and ill conceived. This office has done well because we have kept our eye on the ball and attended to our constitutional and clerical duties. The basic duties of the office are to act as the chief banker for state agencies, the custodian of state money and to invest and distribute state money according to statutory directive. [Furthermore] the taxpayers have already a watchdog, the auditor general.“

„[es ist] unpraktisch und schlecht konzipiert. Dieses Amt ist gut, sowie es ist. Wir richten unser Augenmerk nur auf das Wesentliche. Die verfassungsmäßigen und bürokratischen Aufgaben sind erfüllt. Die grundlegenden Aufgaben des State Treasurers sind als Hauptbankier für die staatlichen Behörden zu agieren, der Verwalter der Staatsgelder zu sein und die Staatsgelder entsprechend der gesetzlichen Richtlinien zu investieren und zu verteilen. [Außerdem] haben die Steuerzahler bereits ein Überwachungsbeauftragten, den State Auditor von Arizona.“

Petrenka wollte den Status quo beibehalten. In seiner 14-jährigen Amtszeit diente er als Chief Deputy State Treasurer unter drei republikanischen State Treasurern von Arizona: Ray Rottas, Tony West und Carol Springer. Sie unterstützten alle seine Kandidatur. Weitere Unterstützung erhielt er von allen republikanischen County Treasurern in Arizona. In diesem Zusammenhang sagte er folgendes:

„They know what the job entails, and I am proud to have their backing.“

„Sie wissen, was der Job mit sich bring und ich bin stolz darauf ihre Unterstützung zu haben.“

Petersen ging als Sieger aus den Vorwahlen hervor. Bei den folgenden Wahlen in Arizona trat er dann gegen die demokratische Kandidatin und Senatorin von Arizona aus Tucson Ruth Solomon an. In den demokratischen Vorwahlen war sie ohne Gegenkandidaten. Bei Solomon handelte es sich um eine ehemalige Lehrerin, welche seit 1989 in der Arizona Legislature saß. Sie verbrachte die ersten sechs Jahre im Repräsentantenhaus von Arizona und die letzten acht Jahre im Senat von Arizona, wo sie den Vorsitz im Senate Appropriations Committee hatte. Petersen gewann auch diese Wahl.
Im Januar 2003 trat er dann seine vierjährige Amtszeit an. Petersen bezog ein Jahresgehalt von 70.000 Dollar. Er stand an dritter Stelle in der Nachfolge für den Posten des Gouverneurs von Arizona. Sein Büro verwaltete 9 Milliarden Dollar an öffentlichen Mitteln und Investitionen.
Ende Februar 2006 begann das Büro des Attorney General von Arizona mit Ermittlungen gegen Petersen. Der amtierende Attorney General zu dieser Zeit war Terry Goddard. Im Fokus der Ermittlungen stand die Beteiligung von Petersen an einem Charaktererziehungsprogramm namens Character First. Petersen wurde beschuldigt, falsche Abrechnungen zu Gunsten von Character First getätigt zu haben. In diesem Zusammenhang soll er auch Staatsangestellte und Ausrüstung zweckentfremdet haben. Im Verlauf der Ermittlungen wurde im Februar 2006 eine Durchsuchung des Büros des State Treasurer durchgeführt. Petersen blieb in der Folgezeit den Großteil seiner Zeit seinem Büro fern, bezog aber weiterhin sein Gehalt. In seiner Abwesenheit wurden die Amtsgeschäfte von seinen Mitarbeitern fortgeführt. Gegenüber der Zeitung Arizona Capitol Times gab Petersen dann im April 2006 als Grund für seine Abwesenheit an, dass der Stress der Ermittlungen seine Zuckerkrankheit verschlimmerte und andere gesundheitliche Probleme verursachte. Außerdem beabsichtigte er nicht zu Wiederwahl für den Posten als State Treasurer von Arizona bei den Wahlen im Herbst 2006 anzutreten. In der Zwischenzeit versuchte die Demokratische Partei von Arizona die Ermittlungen und die Abwesenheit von Petersen für sich politisch auszuschlachten. Dazu hat sie auf ihrer Website ein Spiel namens „Where in the World is Arizona Treasurer David Petersen?“ gestartet. Die Besucher der Website wurden gebeten, Fotos von Petersen zu übermitteln mit Angabe des Orts, wo Petersen sich zu jenem Zeitpunkt aufhielt, anstatt im Büro zu sein. Die Fotos auf der Website zeigten Petersen bei einem Besuch in Disneyland, beim Golf spielen, Benzin kaufen, bei einem Arizona-Diamondbacks-Baseball-Spiel und beim Surfen. Die Person, welche das beste Foto von Petersen einreichte, sollte zwei Karten für eine bevorstehende Veranstaltung der Demokratischen Partei erhalten. Der Communications Director der Arizona Democrats Matt Weisman kommentierte das Vorhaben folgendermaßen:

„It’s not funny that there’s serious work to do. We need a state treasurer, and we’re paying a state treasurer to work. I’m sorry David Petersen is not feeling well. But the bottom line is this: If a person is being paid to do a job – especially a public employee doing a public job – he should show up and do it. If he can’t do that, Petersen should resign.“

„Es ist nicht lustig, da ernste Arbeit erledigt werden muss. Wir brauchen einen State Treasurer und wir bezahlen einen State Treasurer für seine Arbeit. Es tut mir leid, dass es David Petersen nicht gut geht. Aber am Ende zählt nur eins: Wenn eine Person bezahlt wird, um einen Job zu machen – insbesondere ein öffentlicher Mitarbeiter, der einen öffentlichen Job macht – sollte derjenige in seinem Büro auftauchen und die Arbeit auch ausführen. Wenn er dazu nicht im Stande ist, sollte Petersen zurücktreten.“

Im Oktober 2006 bekannte sich Petersen des Anklagepunkts der wissentlichen Einreichung einer falschen oder unvollständigen finanziellen Offenlegungserklärung für schuldig. Als Teil der Klagevereinbarung mit dem Büro des Attorney General trat er dann zum 30. November von seinem Posten als State Treasurer zurück. Am 11. Dezember 2006 wurde Petersen offiziell durch Maricopa County Superior Court Judge James Keppel zu drei Jahren auf Bewährung verurteilt und zu einer Geldstrafe von 4.500 Dollar. Petersen wurde angeklagt im Jahr 2005 Einnahmen von mehr als 1.000 Dollar aus dem Verkauf von Charaktertrainingsmaterialien nicht angegeben zu haben. In der Klageschrift wurden aber seine Beziehungen zu mehreren Non-Profit-Organisationen (NPO) nicht erwähnt, bei welchen er ein Amt oder eine Treuhänderpositionen bekleidete. Zu diesen Non-Profit-Organisationen gehörten Arizona Communities of Character Council, Inc., Arizona Council on Economic Education (ACEE) und Area V Community Asset and Resource Enterprise Partnership.